# Kilshanny
Kilshanny (Iers: Cill Seanaigh) is een dorp in het townland met dezelfde naam in County Clare in Ierland. Het dorp ligt aan de N67 tussen Ennistymon en Lisdoonvarna.
Kilshanny is deel van de katholieke parochie Lisdoonvarna/Kilshanny in het Bisdom Galway, Kilmacduagh en Kilfenora.
In het dorp staat de St. Augustinuskerk. Deze kerk is ingezegend in 1894 door bisschop Francis McCormack. Dit is een opvolger van de abdij van de Reguliere kanunniken van St. Augustinus. De restanten van deze abdij staan nabij de Deelagh River, een paar kilometer ten zuidwesten van het huidige Kilshanny. Deze abdij is gezien de naam vermoedelijk gesticht door de vroeg-christelijke heilige Seanach Garbh maar na de overname door de Augustijnen doorgaans toegeschreven aan St. Cuanna.
Naast de kerk telt het dorp een lagere school, een pub en een B&B maar geen winkels.

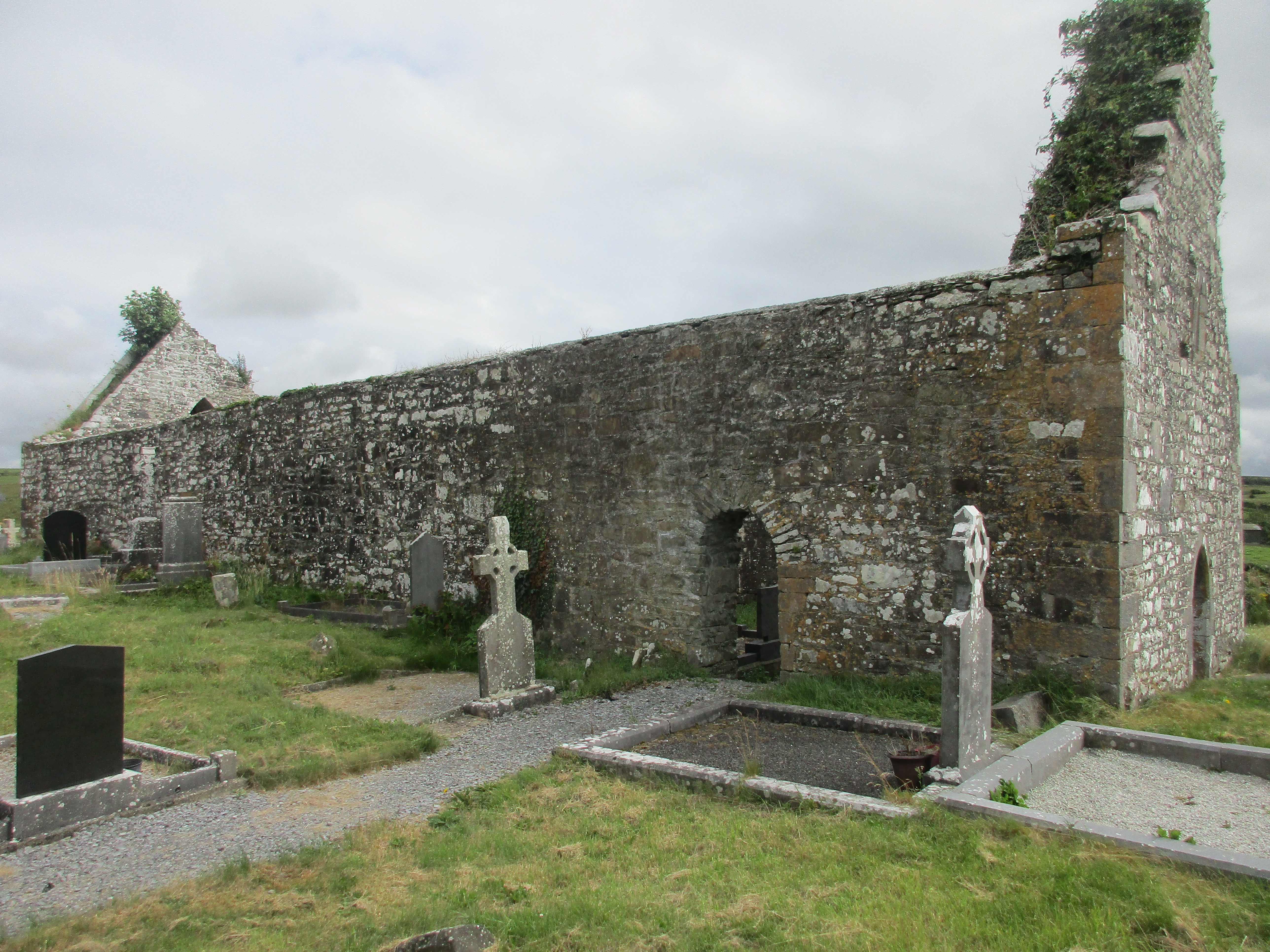
Ruïne van de Abdij van Kilshanny, noordelijke kant
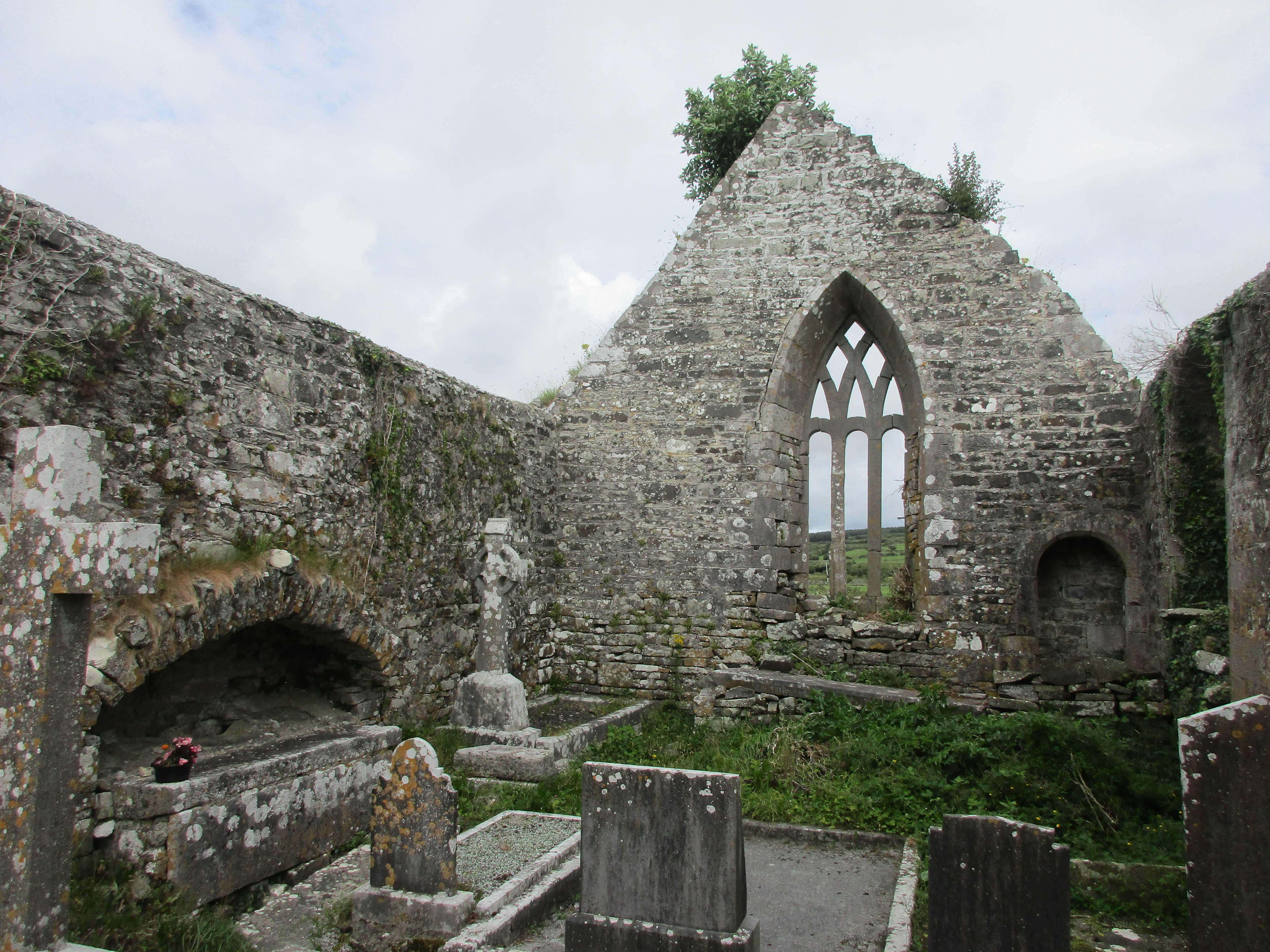
Abdij van Killshanny, oostelijke kant
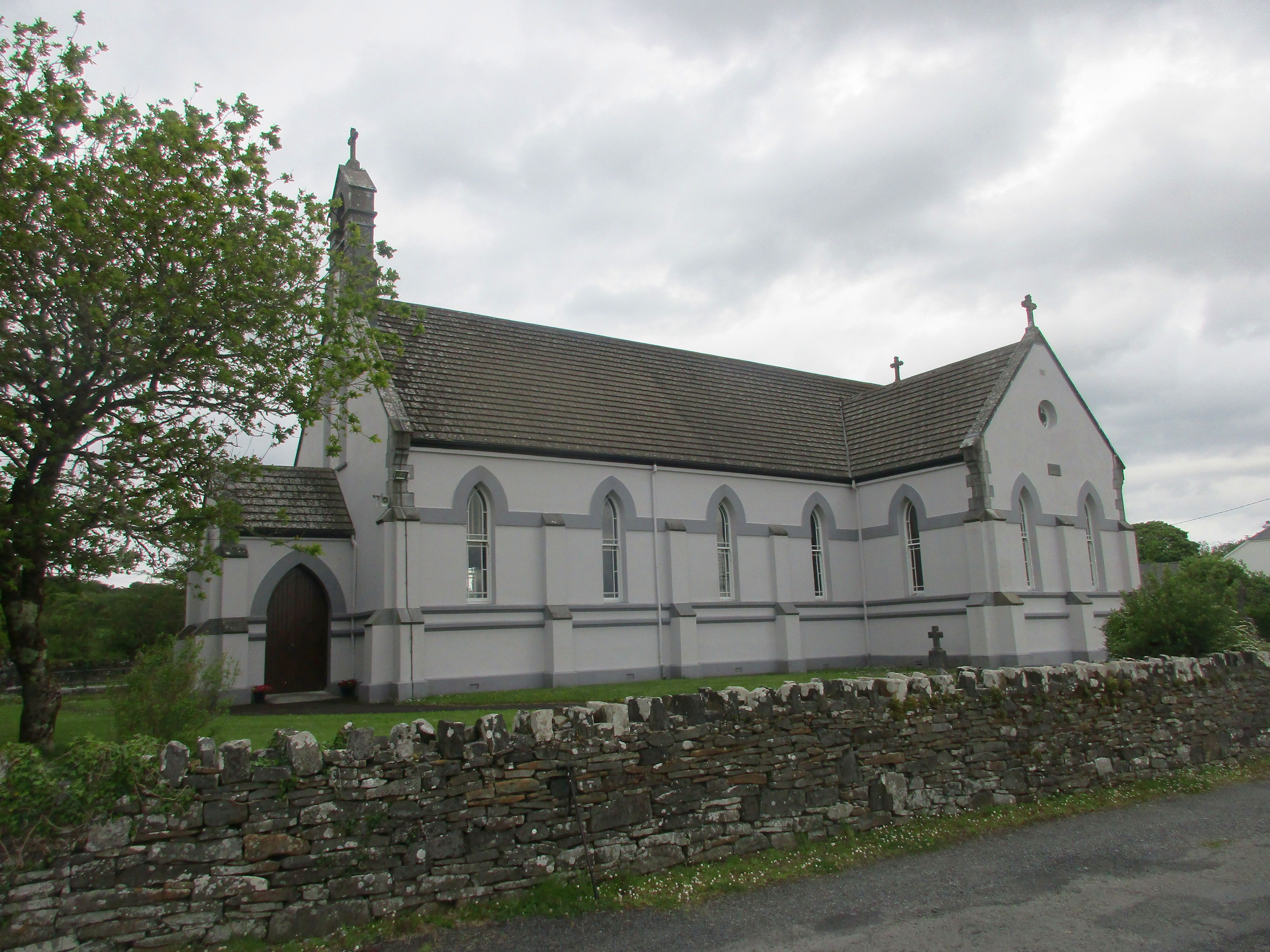
St. Augustinuskerk in Kilshanny